# 크림반도의 인구
2021년 러시아 인구 조사에 따르면 크림 공화국과 세바스토폴의 총 인구는 2,482,450명(크림 공화국: 1,934,630명, 세바스토폴: 547,820명)이었다. 이는 2,376,000명(크림 자치 공화국: 2,033,700명, 세바스토폴: 342,451명)이었던 2001년 우크라이나 인구 조사 수치와 러시아가 2014년 12월에 실시한 인구 조사에서 2,248,400명(크림 공화국: 1,889,485명, 세바스토폴: 395,000명)으로 나타난 수치보다 증가한 것이다. 우크라이나 인구 조사에 따르면 페레코프 지구와 페르보마이스케 지구에는 우크라이나 민족이 다수를 차지했지만, 크림반도의 나머지 지역은 러시아 민족이 단순 또는 절대 다수를 이루었다.

## 역사

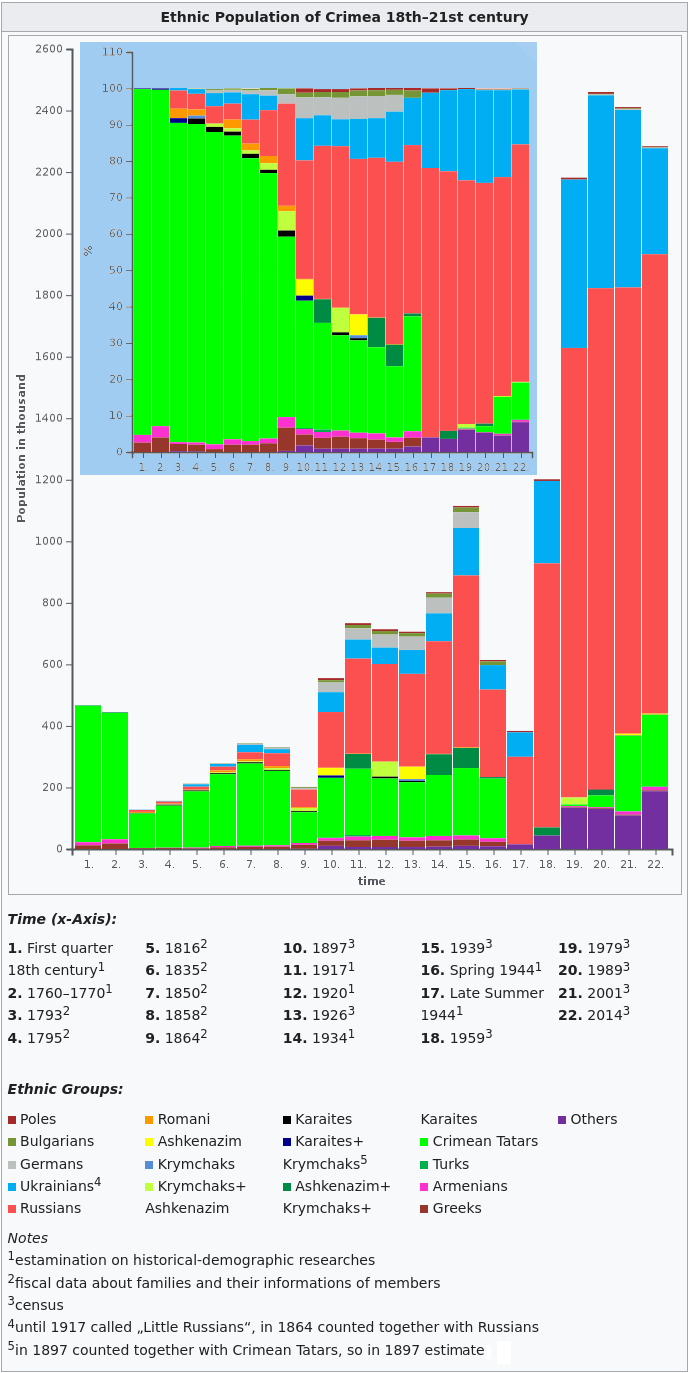
18세기부터 21세기까지 크림반도의 민족 구성

크림반도 내륙은 기록된 역사 내내 민족적으로 다양했으며, 여러 번 주인이 바뀌었다. 반면 남부 해안은 지난 2천 년 동안 대부분 로마 제국 (및 동로마 제국)의 여러 주에 의해 계속해서 점유되었다. 내륙은 스키타이인-사르마티아인, 고트인, 훈족, 튀르크족, 몽골 제국의 루스 침공, 슬라브족 정복의 연속으로 지배되었다. 남부 해안은 처음에는 그리스의 크림반도 식민지(기원전 7세기 또는 6세기 이후), 그 다음 보스포로스 왕국(기원전 480년 ~ 기원전 63년), 로마 제국(기원전 47년 ~ 서기 330년) 및 그 계승 국가인 동로마 제국(서기 330년 ~ 1204년), 트라페준타 제국(서기 1204년 ~ 1461년), 그리고 독립 테오도로 공국(1461년 ~ 1475년)의 지배하에 있었다. 1475년 이 지역은 오스만 튀르크족에 의해 정복되었다. 중세 후기에는 몇몇 해안 도시가 이탈리아 도시 국가의 지배를 받았다. 노르만인의 잉글랜드 정복 이후 잉글랜드를 떠난 많은 잉글랜드인들이 비잔티움 황제의 허락을 받아 크림반도에 정착했으며, 제국이 멸망할 때까지 그의 바랑기아 친위대의 대다수를 구성했다고 전해진다.
크림 타타르인은 크림 칸국의 존재 시기에 크림반도 토착의 튀르크어족 민족 집단으로 등장했으며, 1783년 러시아 제국에 의한 크림 칸국 합병 당시 크림반도 인구의 명확한 대다수를 차지했다. 18세기 말 "신러시아"(나중에 타브리다현의 일부가 된 노보로시스크현)의 식민화는 예카테리나 2세에 의해 그 지역에 대한 절대적인 통치자의 권한을 부여받은 그리고리 포툠킨 공작이 주도했다. 토지는 러시아의 드보랸스트보(귀족)에게 아낌없이 주어졌고, 대부분 우크라이나에서 온 농노가 된 농민들과 러시아에서 온 소수의 농민들이 인구가 희박한 스텝을 경작하기 위해 이주되었다. 예카테리나 2세는 또한 이 새로 정복된 땅으로 유럽 정착민들을 초대했는데, 이들에는 흑해 독일인, 러시아의 폴인, 크림의 이탈리아인 등이 있었다.
크림반도는 지리적, 인구통계학적으로 스텝 내륙, 산악 지대, 해안의 세 지역으로 나뉜다. 타타르족은 산악 지역 인구의 주된 부분을 차지했고, 스텝 인구의 약 절반을 차지했으며, 러시아인들은 페오도시야 지역에 가장 밀집되어 있었다.
독일인들은 19세기 초 크림반도에 정착하여 넓고 비옥한 토지를 받았다.
부유한 식민지 개척자들은 나중에 주로 페레코프스키와 옙파토리야 지역에서 상당한 양의 토지를 매입했다.

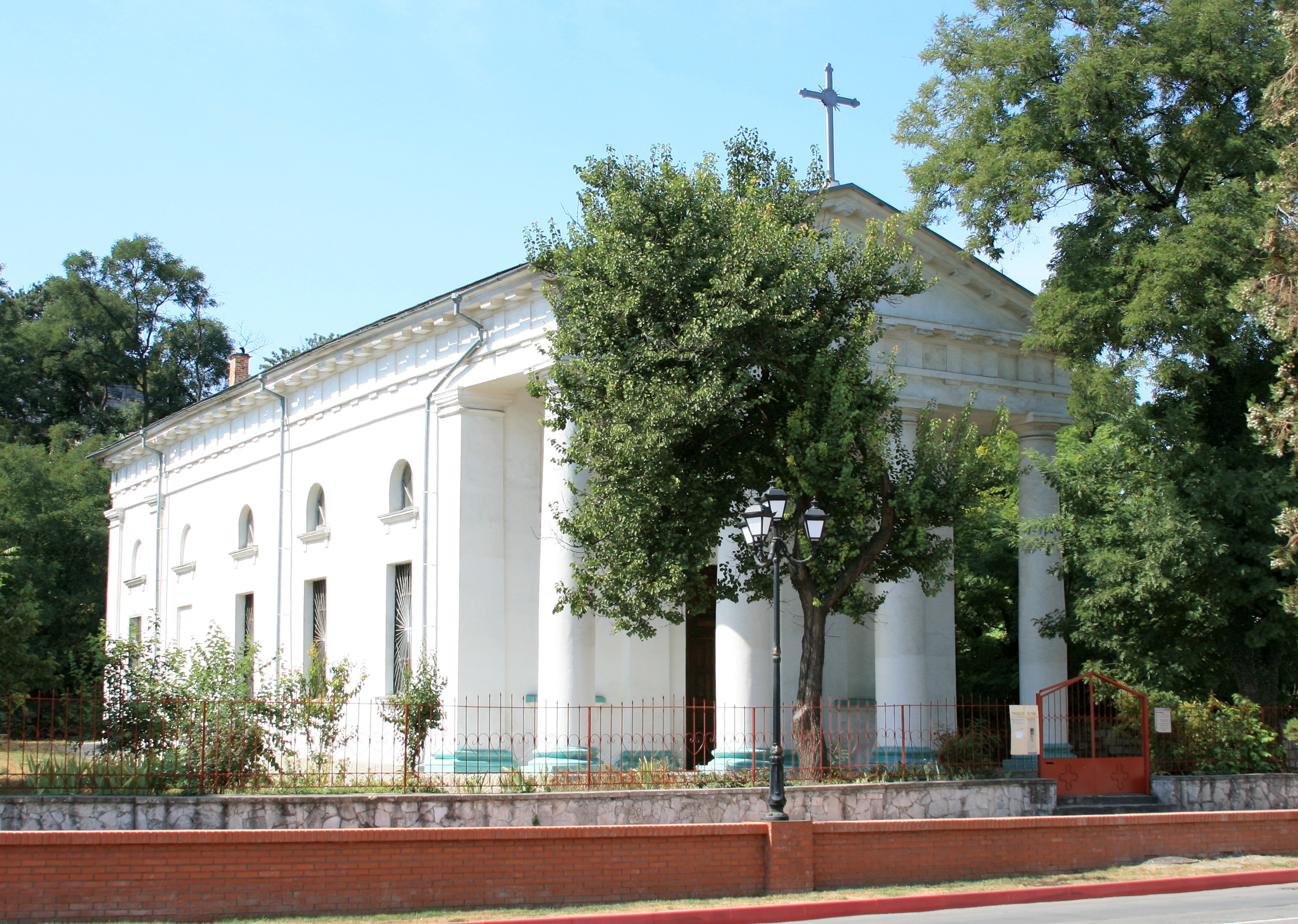
케르치에 있는 산타 마리아 아순타 가톨릭 교회로, 크림의 이탈리아인과 관련하여 언급됨

19세기 초, 이탈리아 이민은 여러 이탈리아 지역(리구리아주, 캄파니아주, 풀리아주)에서 크림반도로 유입되었으며, 이민자들은 주로 흑해와 아조프해의 해안 도시와 오데사, 미콜라이우, 세바스토폴, 마리우폴, 베르댠스크, 타간로크에 정착했다. 1917년 10월 혁명으로 러시아 제국이 소련이 되면서 러시아의 소수민족들에게는 힘든 시기가 시작되었다. 따라서 크림의 이탈리아인들은 많은 억압에 직면했다. 1936년에서 1938년 사이에 이오시프 스탈린의 대숙청 기간 동안, 많은 이탈리아인들이 간첩 행위 혐의로 체포, 고문, 추방 또는 처형되었다. 살아남은 소수의 사람들은 니키타 흐루쇼프 행정부 시기인 1950년대와 1960년대에 케르치로 돌아오는 것이 허용되었다. 현재 살아남은 크림의 이탈리아인들의 후손은 주로 케르치에 거주하며  300c.명 정도이다.
1897년 러시아 제국 인구 조사에 따르면, 크림 타타르족은 여전히 대부분 농촌 인구의 미미한 다수(35%)를 차지했지만, 상당수의 러시아인(33%)과 우크라이나인(11%)뿐만 아니라 소수의 독일인, 유대인(크림차크 및 카라임 포함), 불가리아인, 벨라루스인, 튀르키예인, 아르메니아인, 그리스인, 롬인(집시)이 있었다.
20세기의 격변과 민족 청소는 크림반도의 민족 구성을 크게 바꾸어 놓았다. 1944년, 20만 명의 크림 타타르인이 중앙아시아와 시베리아로 추방되었으며, 7만 명의 그리스인, 1만 4천 명의 불가리아인 및 다른 민족들도 함께 추방되었다. 20세기 후반에는 러시아인과 우크라이나인이 거의 전체 인구를 구성했다. 그러나 소련의 붕괴와 함께 추방되었던 크림 타타르인들이 고향으로 돌아오기 시작했고, 21세기 초에는 인구의 10%를 차지하게 되었다.

## 민족 및 언어
동게르만어군에 속하는 크림 고트어는 18세기경에 소멸되었고, 크림 고트인들은 훨씬 이전에 다른 민족과 융화되었다. 고대 영어 또한 잉글랜드에서 온 정착민들에 의해 사용되었으나, 이들은 결국 타타르족 인구에 흡수되었다. 우크라이나의 2001년 인구 조사에 따르면, 크림반도 인구의 민족 구성은 주로 다음과 같은 자체 보고된 집단으로 이루어졌다: 러시아인(145만 명, 60.4%), 우크라이나인(57만 6천 6백 명, 24.0%), 크림 타타르인(25만 8천 4백 명, 10.8%), 벨라루스인(2만 5천 명, 1.5%), 아르메니아인(1만 명, 0.4%), 유대인(5천 5백 명, 0.2%).
| 인구 조사 연도 | 러시아인  | 러시아인 | 크림 타타르인 (+ 타타르인) | 크림 타타르인 (+ 타타르인) | 우크라이나인 | 우크라이나인 | 벨라루스인 | 벨라루스인 | 아르메니아인 | 아르메니아인 | 유대인 (+카라임) | 유대인 (+카라임) | 기타   | 기타  | 총 인구   |
| 인구 조사 연도 | 수        | %        | 수                         | %                          | 수           | %            | 수         | %          | 수           | %            | 수               | %                | 수     | %     | 수        |
| --- | --------- | -------- | -------------------------- | -------------------------- | ------------ | ------------ | ---------- | ---------- | ------------ | ------------ | ---------------- | ---------------- | ------ | ----- | --------- |
| 1785 |           | 2.2%     |                            | 84.1%                      |              |              |            |            |              |              |                  |                  |        | 13.7% |           |
| 1795 |           | 4.3%     |                            | 87.6%                      |              | 1.3%         |            |            |              | 0.6%         |                  | 2.3%             |        | 3.9%  |           |
| 1816 |           | 4.8%     |                            | 85.9%                      |              | 3.6%         |            |            |              | 1.3%         |                  | 2.3%             |        | 2.1%  |           |
| 1835 |           | 4.4%     |                            | 83.5%                      |              | 3.1%         |            |            |              | 1.5%         |                  | 2.0%             |        | 5.5%  |           |
| 1850 |           | 6.6%     |                            | 77.8%                      |              | 7.0%         |            |            |              | 1.0%         |                  | 2.2%             |        | 5.4%  |           |
| 1864 |           | 28.5%    |                            | 50.3%                      |              |              |            |            |              | 6.5%         |                  | 7.0%             |        | 7.7%  |           |
| 1897 | 180,963   | 33.11%   | 194,294                    | 35.6%                      | 64,703       | 11.8%        | 2,058      | 0.4%       | 8,317        | 1.5%         | 24,168           | 4.4%             | 72,089 | 13.2% | 546,592   |
| 1926 | 301,398   | 42.2%    | 179,094                    | 25.1%                      | 77,405       | 10.6%        | 3,842      | 0.5%       | 10,713       | 1.5%         | 45,926           | 6.4%             |        |       | 713,823   |
| 1939 | 558,481   | 49.6%    | 218,879                    | 19.4%                      | 154,123      | 13.7%        | 6,726      | 0.6%       | 12,923       | 1.1%         | 65,452           | 5.8%             |        |       | 1,126,429 |
| 1959 | 858,273   | 71.4%    |                            |                            | 267,659      | 22.3%        | 21,672     | 1.8%       |              |              | 26,374           | 2.2%             |        |       | 1,201,517 |
| 1970 | 1,220,484 | 67.3%    |                            |                            | 480,733      | 26.5%        | 39,793     | 2.2%       | 3,091        | 0.2%         | 25,614           | 1.4%             |        |       | 1,813,502 |
| 1979 | 1,460,980 | 66.9%    | 5,422                      | 0.2%                       | 547,336      | 25.1%        | 45,000 (e) | 2.1%       |              |              |                  |                  |        |       | 2,184,000 |
| 1989 | 1,629,542 | 67.0%    | 38,365                     | 1.6%                       | 625,919      | 25.8%        | 50,045     | 2.1%       | 2,794        | 0.1%         | 17,371           | 0.7%             |        |       | 2,430,495 |
| 20011 | 1,450,394 | 60.4%    | 258,893                    | 10.8%                      | 576,647      | 24.0%        | 35,157     | 1.5%       | 10,088       | 0.4%         | 5,531            | 0.2%             | 64,499 | 2.7%  | 2,401,209 |
| 20142 | 1,492,078 | 67.9%    | 277,336                    | 12.6%                      | 344,515      | 15.7%        | 21,694     | 1.0%       | 11,030       | 0.5%         | 3,144            | 0.1%             |        |       | 2,284,769 |
| 2021 | 1,706,662 | 76.4%    | 284,522                    | 12.7%                      | 171,160      | 7.7%         | 10,599     | 0.5%       | 9,016        | 0.4%         | 2,455            | 0.1%             | 48,257 | 2.2%  | 2,482,450 |
| 1. 이전 인구 조사와의 비교를 위해 크림 자치 공화국과 세바스토폴의 결과를 통합했다. 2. 2014년 비율은 국적 질문에 응답한 총 인구수를 기준으로 한다(총 인구수 아님). 인구 조사 세부 내역은 크림 타타르인 232,340명(10.6%), 타타르인 44,996명(2.1%)이다. 3. 1864년 인구 조사에서 러시아인 비율은 우크라이나인을 포함한다. |           |          |                            |                            |              |              |            |            |              |              |                  |                  |        |       |           |

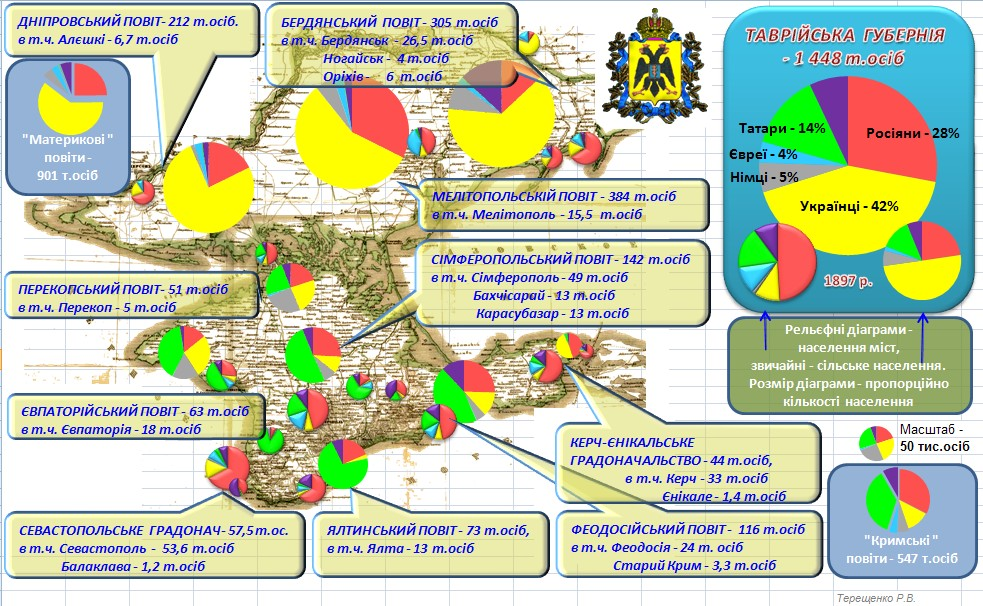
타브리다현의 우예즈드(포비츠)별 언어 구성 (1897년 러시아 제국 인구 조사)

크림 타타르인 비율

다른 소수민족으로는 흑해 독일인, 롬인, 불가리아인, 폴인, 아제리인, 한민족, 그리스인, 크림의 이탈리아인이 있다. 1941년 흑해 독일인 수는 45,000명이었다. 1944년에는 크림반도 출신 7만 명의 그리스인과 1만 4천 명의 불가리아인이 크림 타타르인 20만 명과 다른 민족들과 함께 중앙아시아와 시베리아로 강제 이주되었다.

2001년 인구 조사에 따르면, 크림반도 주민의 77%가 러시아어를 모국어로 답했으며, 11.4%는 크림 타타르어, 10.1%는 우크라이나어를 모국어로 답했다. 크림반도 내 우크라이나인 중 40%는 우크라이나어를 모국어로 답했으며, 60%는 민족적으로는 우크라이나인이지만 러시아어를 주 언어로 사용한다고 밝혔다. 크림 타타르인의 93%는 크림 타타르어를 모국어로 답했으며, 6%는 러시아어권이었다. 그러나 2013년에는 크림 타타르어가 멸종 위기에 처한 것으로 추정되었으며, 당시 크림반도에서는 약 15개 학교에서만 가르쳐지고 있었다. 터키는 크림반도에서 모국어 교육 문제를 해결하지 못하는 우크라이나에 가장 큰 지원을 제공하여 학교를 현대화했다. 우크라이나어는 2014년까지 전국에서 유일한 공식 국가 언어였지만, 크림반도에서는 주로 러시아어로 정부 업무가 처리되었다. 교육 및 정부 업무에서 우크라이나화를 확대하려는 시도는 다른 지역보다 크림반도에서 덜 성공적이었다. 

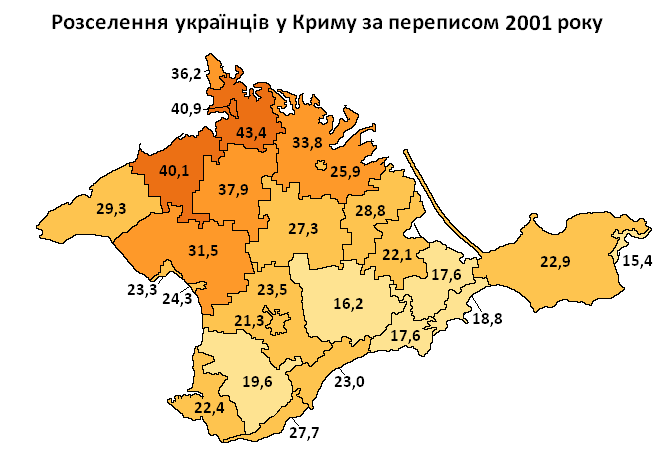
우크라이나인 비율

현재 크림반도로 이주하는 이민자의 3분의 2는 우크라이나의 다른 지역 출신이며, 5분의 1은 구소련의 다른 지역 출신이고, 40분의 1은 그 외 지역 출신이다. 크림반도를 떠나는 사람들의 4분의 3은 우크라이나의 다른 지역으로 이동한다. 20분의 1은 서쪽으로 이주한다.
라줌코프 센터의 2011년 3월 여론 조사에 따르면, 우크라이나를 모국으로 여기는 크림반도 주민의 수는 2008년부터 2011년까지 32%에서 71.3%로 급증했다. 이는 우크라이나 전체 평균(93%)보다는 낮은 수치이다. 우크라이나 지역 정체성에 대한 조사에 따르면 크림반도 주민의 약 30%가 "소련 정체성"을 유지하고 있다고 밝혔다.
1991년 우크라이나 독립 이후 380만 명의 러시아 출신 시민들이 우크라이나 시민권을 신청했다.
2014년 러시아의 크림반도 합병 이후 점령 당국은 인구 조사를 실시했다. 이 조사 결과에 따르면 크림 연방관구의 인구는 228만 4400명이다. 민족 구성은 다음과 같다: 러시아인: 149만 명(65.3%), 우크라이나인: 35만 명(15.1%), 크림 타타르인: 24만 명(12.0%). 우크라이나 공식 당국과 크림 타타르인 협의회는 크림반도 인구 조사 결과가 사실을 반영하는지 의심스럽다고 주장했다.
2013년 5월 한 설문조사에서 응답자들에게 집에서 어떤 언어를 사용하는지 물었다.
- 82% 러시아어
- 10% 크림 타타르어
- 3% 러시아어와 우크라이나어 동일하게
- 3% 러시아어와 다른 언어 동일하게
- 2% 우크라이나어

설문조사에서 자신의 민족을 우크라이나인이라고 답한 비율은 20%, 크림 타타르인이라고 답한 비율은 15%였다.

## 출생률, 사망률, 합계출산율, 기대수명
2015년 주요 통계
- 출생아 수: 29,422명 (1,000명당 12.8명)[33]
- 사망자 수: 35,151명 (1,000명당 15.3명)

2020년 주요 통계
- 출생아 수: 31,105명 (1,000명당 13.6명)
- 사망자 수: 29,890명 (1,000명당 13.3명)

합계출산율
| [ 34 ]        | 2014 |  | 2015 |  | 2020 |  |
| ------------- | ---- |  | ---- |  | ---- |  |
| 크림 공화국   | 1.82 |  | 1.82 |  | 1.82 |  |
| 세바스토폴    | 1.65 |  | 1.82 |  | 1.82 |  |
| 크림 연방관구 | 1.79 |  | 1.82 |  | 1.82 |  |

기대수명
크림반도 전체의 기대수명은 인구수에 따라 크림 공화국과 세바스토폴 연방시의 가중 산술 평균으로 계산된다.
|       | 2019   | 2021   |
| ----- | ------ | ------ |
| 평균: | 72.9세 | 70.2세 |
| 남성: | 67.9세 | 65.9세 |
| 여성: | 77.5세 | 74.5세 |

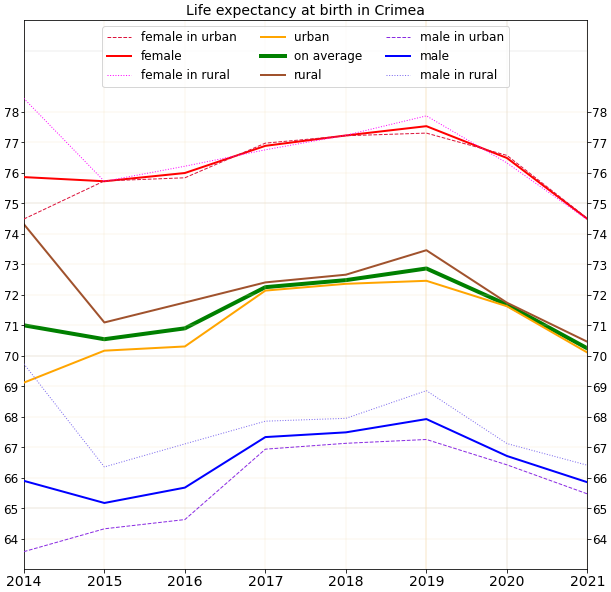
크림반도의 기대수명
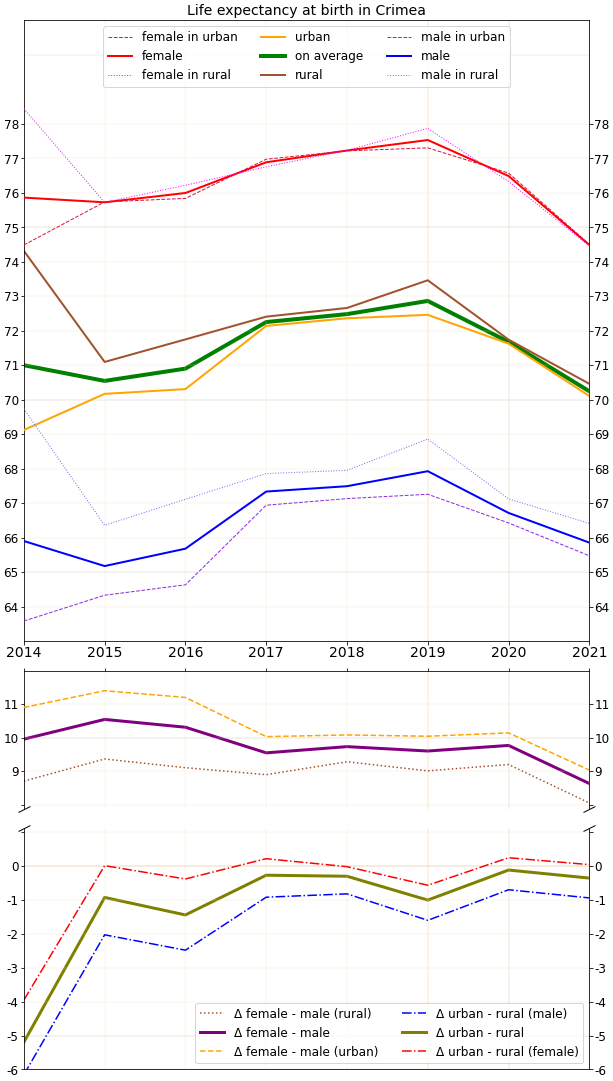
차이를 계산한 기대수명
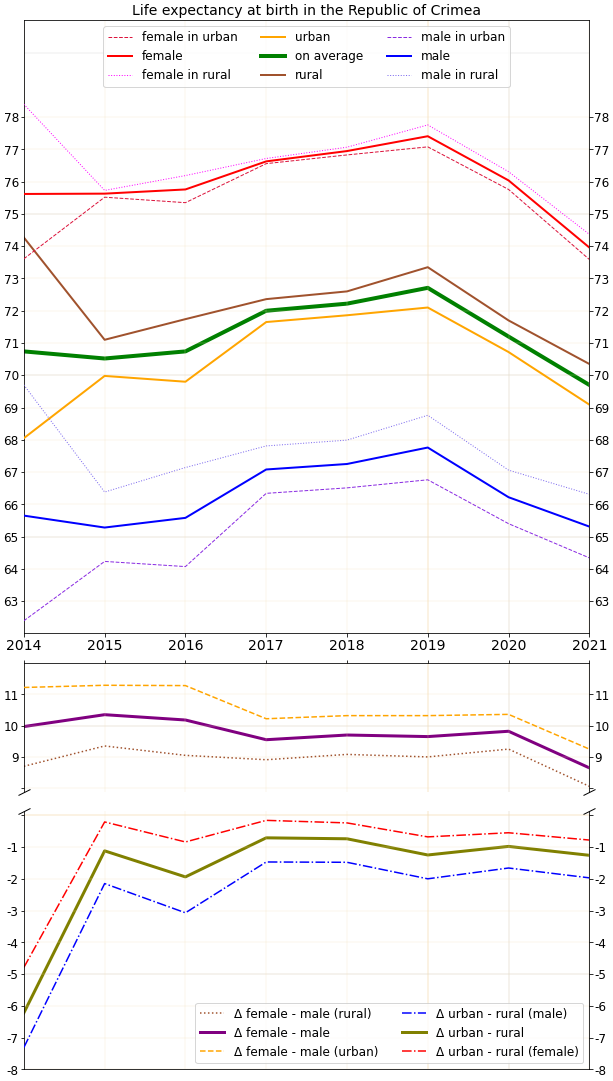
크림 공화국의 기대수명
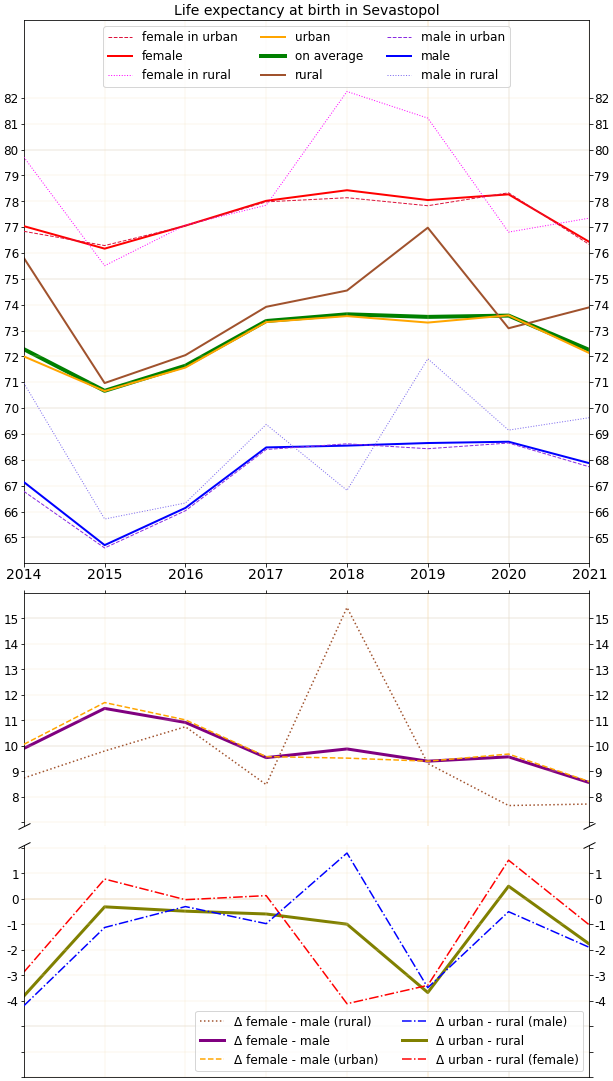
세바스토폴의 기대수명
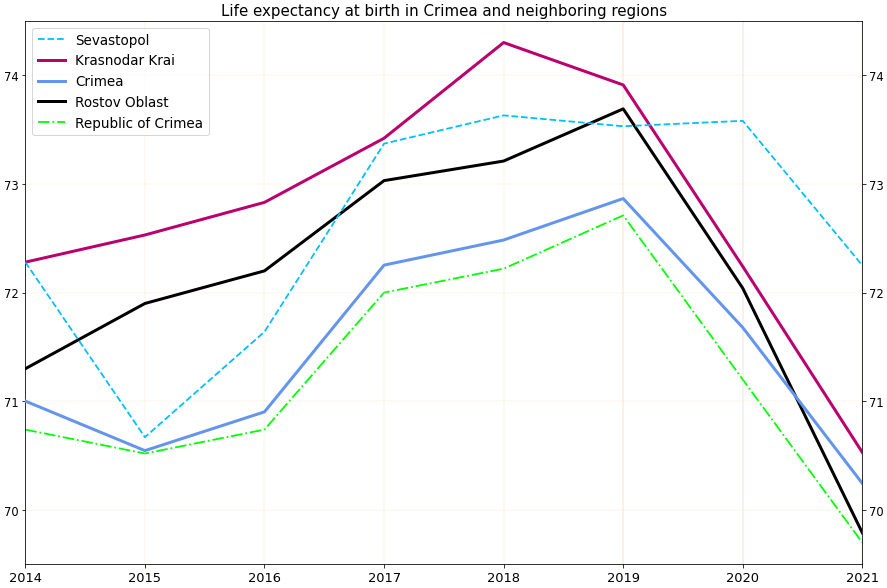
크림반도 및 인근 지역의 기대수명

## 교육
크림 자치 공화국에 대한 2001년 우크라이나 인구 조사에서는 "근로 연령" 인구(남성 16~59세, 여성 16~54세)에 대해 다음과 같은 수치를 제시한다.
- 총 인구 1,203,789명
- 고등 교육 이수: 175,838명 (14.6%)
- 고등 교육 (부분 또는 완전 이수): 476,793명 (39.6%)
- 중등 교육 이수: 507,881명 (49.7%)
- 중등 교육 (부분 또는 완전 이수): 685,855명 (57.0%)
- 초등 교육 미이수: 1,945명 (0.16%)
- 문맹: 1,413명 (0.11%)

## 종교
크림반도는 일찍이 고트 기독교를 통해 4세기에 기독교화되었다.
9세기에는 크림반도의 고트족이 고티아 관구 소속의 그리스 정교회로 개종했다. 988년, 키예프의 블라디미르 1세도 비잔틴 도시 헤르소네소스(현재 세바스토폴의 일부)를 점령했으며, 그곳에서 나중에 기독교로 개종했다.
기독교는 1230년대 몽골 제국의 루스 침공으로 대부분 사라졌다. 이슬람은 14세기 초 킵차크 칸국의 국교가 되었다. 크림반도 최초의 모스크는 1314년 외즈베그 칸에 의해 에스키 크름에 건설되었다.
기독교는 1783년 러시아 정교회 소속의 러시아 제국에 의한 크림 칸국 합병과 함께 돌아왔다.
2013년 5월 크림 자치 공화국 주민 대상 설문 조사 결과는 다음과 같다.
- 58% 정교회
- 15% 무슬림
- 13% 모름 또는 해당 없음
- 10% 신을 믿지만 종교에 속하지 않음
- 2% 무신론자
- 2% 기타

설문조사에 참여한 인구 중 크림 타타르인의 비율은 15%였다.
같은 설문조사에서 응답자들은 종교 예배 참석 빈도에 대해 다음과 같이 답했다.
- 3% 일주일에 여러 번
- 7% 매주
- 10% 매월
- 37% 일년에 여러 번
- 43% 전혀 없음